# Mohammed Suleiman
Mohammed Ahmed Suleiman (arabiska: محمد أحمد سليمان), född den 23 november 1969 i Somalia, är en qatarisk före detta friidrottare som tävlade i medeldistanslöpning.
Suleimans främsta merit kom under 1992 då han vid olympiska sommarspelen i Barcelona vann Qatars första olympiska medalj då han kom trea på 1 500 meter. Han var även i final vid Olympiska sommarspelen 1996 då han slutade på nionde plats. 
Vidare var han i final på 1 500 meter vid fyra världsmästerskap och hans bästa resultat var vid VM 1993 då han slutade på fjärde plats.

## Personliga rekord
- 1 500 meter - 3.32,10